# 多歧楼梯草
多歧楼梯草（学名：Elatostema polystachyoides）是荨麻科楼梯草属的植物，是中国的特有植物。分布在中国大陆的云南等地，生长于海拔1,000米至1,350米的地区，一般生长在石灰岩山地常绿阔叶林中或林边。